# 亞里諾斯拉夫卡
47°20′52″N 30°14′8″E / 47.34778°N 30.23556°E
亞里諾斯拉夫卡（烏克蘭語：Яринославка）是位於烏克蘭西南部的村莊，由敖德萨州贝雷济夫卡区的希里亞耶韋市鎮負責管轄。該村始建於1893年，面積0.96平方公里，海拔高度49米，2001年人口259，人口密度每平方公里269.79人。